# Botryobasidium microverrucisporum
Botryobasidium microverrucisporum ist eine Ständerpilzart aus der Familie der Traubenbasidienverwandten (Botryobasidiaceae). Sie bildet resupinate, spinnwebartige Fruchtkörper aus, die auf Totholz von Bedecktsamern wachsen. Das Verbreitungsgebiet von Botryobasidium microverrucisporum liegt in Japan. Eine Anamorphe der Art ist nur aus Kulturen bekannt.

## Merkmale

### Makroskopische Merkmale
Botryobasidium microverrucisporum besitzt graue bis weißliche, gespinstartige und dünne Fruchtkörper, die resupinat (also vollständig anliegend) auf ihrem Substrat wachsen und unter der Lupe leicht netzartig erscheinen.

### Mikroskopische Merkmale
Wie bei allen Traubenbasidien ist die Hyphenstruktur von Botryobasidium microverrucisporum monomitisch, besteht also ausschließlich aus generativen Hyphen, die sich rechtwinklig verzweigen. Die Basalhyphen sind meist 4–7 µm breit, leicht dickwandig und nicht inkrustiert. Die 4–7 µm dicken Subhymenialhyphen sind hyalin und dünnwandig. Die Art verfügt wie fast alle Traubenbasidien nicht über Zystiden oder Schnallen. Die viersporigen Basidien der Art wachsen in Nestern, werden 12–18,5 × 6–8 µm groß und subzylindrisch. Die Sporen sind kugelig bis annähernd kugelig geformt, 4,5–5,5 × 4–5 µm groß, hyalin, stachelwarzig und leicht dickwandig.

## Verbreitung
Das bekannte Verbreitungsgebiet von Botryobasidium microverrucisporum umfasst lediglich Japan.

## Ökologie
Botryobasidium microverrucisporum ist ein Saprobiont, der auf dem morschen Totholz von Bedecktsamern wächst. Bekannte Substrate sind unter anderem Quercus serrata, Castanopsis cuspidata und Sicheltanne (Cryptomeria japonica).